# Radunić
Radunić falu Muć községben Horvátországban Split-Dalmácia megyében.

## Fekvése
Split központjától légvonalban 25, közúton 41 km-re északra, községközpontjától légvonalban 5, közúton 7 km-re északnyugatra, a Dalmát Zagora központi részén fekszik.

## Története
A település neve a Radunić család nevéből származik, mely egykor domináns család volt a faluban. Ma többségük Kaštel községben, Kaštel Stari és Kaštel Novi területén él. A térség 1685 körül szabadult fel a török uralom alól. Ezt követően a ferencesek Boszniából és Hercegovinából érkezett katolikusokkal telepítették be. A 18. században már az ogorjei plébániához tartozott, sőt 1882-ig a plébániaház is Radunićon állt. 1797-ben a Velencei Köztársaság megszűnésével a település a Habsburg Birodalom része lett. 1806-ban Napóleon csapatai foglalták el és 1813-ig francia uralom alatt állt. Napóleon bukása után ismét Habsburg uralom következett, mely az első világháború végéig tartott. A falunak 1880-ban 174, 1910-ben 238 lakosa volt. Az első világháború után rövid ideig az Olasz Királyság, ezután a Szerb-Horvát-Szlovén Királyság, majd Jugoszlávia része lett. A második világháború idején olasz csapatok szállták meg. A háború után a település a szocialista Jugoszlávia része lett. 1991-től a független Horvátországhoz tartozik. Lakossága 2011-ben 86 fő volt akik az ogorjei plébániához tartoztak.

## Lakosság
| Lakosság változása | Lakosság változása | Lakosság változása | Lakosság változása | Lakosság változása | Lakosság változása | Lakosság változása | Lakosság változása | Lakosság változása | Lakosság változása | Lakosság változása | Lakosság változása | Lakosság változása | Lakosság változása | Lakosság változása | Lakosság változása |
| ------------------ | ------------------ | ------------------ | ------------------ | ------------------ | ------------------ | ------------------ | ------------------ | ------------------ | ------------------ | ------------------ | ------------------ | ------------------ | ------------------ | ------------------ | ------------------ |
| 1857               | 1869               | 1880               | 1890               | 1900               | 1910               | 1921               | 1931               | 1948               | 1953               | 1961               | 1971               | 1981               | 1991               | 2001               | 2011               |
| 0                  | 0                  | 174                | 193                | 215                | 238                | 238                | 280                | 256                | 248                | 237                | 212                | 160                | 112                | 85                 | 86                 |